# 多摩川線
多摩川線（日语：／ Tamagawa sen */?）是一條連結東京都武藏野市武藏境站和府中市是政站，屬於西武鐵道的鐵路線。俗稱、舊路線名為「是政線」。車站編號使用的路線記號為SW。
多摩川線的路線名曾多次更改。多摩鐵道時代的1922年6月20日至是政站全線通車後，1927年8月30日由舊西武鐵道吸收，路線名稱定為「多摩線」。之後路線名改為「是政線」，再更為「武藏境線」，最後改為現在的名稱「多摩川線」。

## 路線資料
- 路線距離（營業距離）：8.0公里
- 軌距：1067毫米
- 站數：6個（包括起終點站）
- 複線路段：沒有（全線單線）
- 電氣化路段：全線（直流1500V高架電纜）
- 閉塞方式：自動閉塞式

## 車站列表
- 全線均位於東京都內。
- 2001年3月28日，「多磨墓地前站」改名「多磨站」，「北多磨站」改名「白糸台站」。
- 車站編號至2013年3月為止依次引入。[4]

範例
- 軌道（西武多摩川線內全線單線） … ∨、◇：可進行列車交會、｜：不可進行列車交會

| 車站編號 | 中文站名 | 日文站名 | 英文站名 | 站間距離 | 累計距離 | 接續路線                                                      | 軌道 | 所在地   |
| -------- | -------- | -------- | -------- | -------- | -------- | ------------------------------------------------------------- | ---- | -------- |
| SW01     | 武藏境   |          |          | -        | 0.0      | 東日本旅客鐵道： 中央線（JC13）                               | ∨    | 武藏野市 |
| SW02     | 新小金井 |          |          | 1.9      | 1.9      |                                                               | ◇    | 小金井市 |
| SW03     | 多磨     |          |          | 2.2      | 4.1      |                                                               | ◇    | 府中市   |
| SW04     | 白糸台   |          |          | 1.4      | 5.5      | 京王電鐵： 京王線（武藏野台：KO21、多磨靈園：KO22，徒步轉乘） | ◇    | 府中市   |
| SW05     | 競艇場前 |          |          | 1.5      | 7.0      |                                                               | ｜   | 府中市   |
| SW06     | 是政     |          |          | 1.0      | 8.0      | 東日本旅客鐵道： 南武線（南多摩：JN19，徒步轉乘）             | ｜   | 府中市   |

## 腳注
1. ↑  『鉄道ピクトリアル』（2002年4月臨時増刊号 No.716、p108）より。
2. ↑  『地方鉄道及軌道一覧 : 附・専用鉄道. 昭和10年4月1日現在』（国立国会図書館デジタルコレクション）
3. ↑  『鉄道ピクトリアル』（2002年4月臨時増刊号 No.716、p104）より。
4. ↑  西武線全駅で駅ナンバリングを導入します （页面存档备份，存于） - 西武鉄道、2012年4月25日閲覧
5. ↑  然而，中途需跨過是政橋後再步行約1公里方可進行轉乘，因此兩間公司都沒有將轉乘資訊列入。

## 關連項目
- 日本鐵路線列表
- 與其他主要私營鐵路自有路線網絡隔離的路線
  - 名鐵瀨戶線
  - 近鐵田原本線
  - 西鐵貝塚線
- 盲腸線:西武多摩川線等線路的通用名稱，其中起點站或終點站不與其他鐵路線連接。